# Live to Tell
«Live to Tell» — песня американской певицы Мадонны с её третьего студийного альбома True Blue (1986). Первоначально песня была написана Патриком Леонардом для фильма «Клин клином», когда же песню предложили Мадонне, то она, переписав текст песни, предложила её тогдашнему мужу Шону Пенну для использования в фильме «В упор». Была выпущена 26 марта 1986 года как лид-сингл. Песня также появилась на сборниках «The Immaculate Collection» (1990), «Something to Remember» (1995) и «Celebration» (2009).
Песня была тепло встречена музыкальными критиками, которые часто называют её одной из лучших баллад в карьере Мадонны. Сингл также стал коммерчески успешен, став третьим № 1 в чарте Billboard Hot 100, а также первым в чарте Hot Adult Contemporary Tracks. Однако выступление Мадонны с песней во время Confessions Tour 2006 было вызвало противоречивую реакцию, так как певица предстала в образе Христа, надев терновый венец и была якобы распята на гигантском зеркальном кресте. Выступление в Риме с данным номером было расценено духовенством как акт враждебного настроя по отношению к Римско-Католической Церкви.

## Участники записи
- Мадонна — слова, продюсер, вокал
- Брюс Гайч — гитары
- Патрик Леонард — программирование ударных, клавишные, текст песни, продюсер
- Джонатан Моффет — барабаны
- Майкл Вердик — сведение, звукорежиссёр

## Позиции в хит-парадах и сертификации

### Недельные чарты
| Чарт (1986)                        | Высшая позиция |
| ---------------------------------- | -------------- |
| Australia (Kent Music Report)      | 7              |
| Бельгия/Фландрия (Ultratop 50)     | 3              |
| Канада (RPM Top Singles)           | 1              |
| Eurochart Hot 100 (Billboard)      | 1              |
| Франция (SNEP)                     | 6              |
| Iceland (RÚV)                      | 3              |
| Ирландия (IRMA)                    | 2              |
| Italy (FIMI)                       | 1              |
| Нидерланды (Dutch Top 40)          | 3              |
| Нидерланды (Single Top 100)        | 3              |
| Новая Зеландия (Recorded Music NZ) | 6              |
| Норвегия (VG-lista)                | 2              |
| Швеция (Sverigetopplistan)         | 11             |
| Швейцария (Schweizer Hitparade)    | 4              |
| Великобритания (OCC UK Singles)    | 2              |
| США (Billboard Hot 100)            | 1              |
| США (Billboard Adult Contemporary) | 1              |
| ФРГ (GfK)                          | 12             |

### Годовые чарты
| Чарт (1986)                                    | Позиция |
| ---------------------------------------------- | ------- |
| Australia (Kent Music Report)                  | 59      |
| Belgium (Ultratop 50 Flanders)                 | 35      |
| Canada Top Singles (RPM)                       | 2       |
| Germany (Official German Charts)               | 74      |
| Italy (FIMI)                                   | 5       |
| Netherlands (Single Top 100)                   | 22      |
| New Zealand (Recorded Music NZ)                | 31      |
| Switzerland (Schweizer Hitparade)              | 11      |
| США (Billboard Top Adult Contemporary Singles) | 12      |
| США (Billboard Top Dance Sales Singles)        | 37      |
| США (Billboard Top Pop Singles)                | 35      |

### Сертификации
| Регион                                                       | Сертификация | Продажи  |
| ------------------------------------------------------------ | ------------ | -------- |
| Japan (Oricon Charts)                                        | —            | 23,850   |
| Франция (SNEP)                                               | Серебряный   | 250 000* |
| Великобритания (BPI)                                         | Серебряный   | 331,000  |
| * Данные о продажах приведены только на основе сертификации. |              |          |